# Randy Pettapiece
Randy Pettapiece, né en 1949 à Kingsville, est un homme politique canadien.
Il est élu à l'Assemblée législative de l'Ontario lors de l'élection provinciale du jeudi 6 octobre 2011. Il est le député qui représente la circonscription électorale de Perth—Wellington du caucus du Parti progressiste-conservateur de l'Ontario.